# 등판
등판은 야구에서 투수가 마운드에 올라가는 것을 가리키는 단어이다.

## 설명
등판은 야구 경기가 시작되는 즉시 던지는 선발 투수나 이후에 선발 투수를 구원하여 올라오는 구원 투수, 마무리 투수까지 모두 통용되는 야구 용어이다. 등판은 강판과는 반대되는 야구 용어이며 주로 감독이 투수 교체를 진행하여 교체하는 투수가 마운드에 오를 때에 가장 많이 사용되는 야구 용어이다.

## 같이 보기
- 투수
- 투수 교체
- 강판